# Butoh (Ngasem)
Butoh is een bestuurslaag in het regentschap Bojonegoro van de provincie Oost-Java, Indonesië. Butoh telt 3276 inwoners (volkstelling 2010).